# Federación Internacional de la Industria Fonográfica
Federación Internacional de la Industria Fonográfica (IFPI, del inglés International Federation of the Phonographic Industry) es la organización que representa los intereses de la industria de la grabación por todo el mundo. Su secretaría está ubicada en Londres, Reino Unido. Representa a más de 1.450 compañías de registro, grandes y pequeñas, en 75 países. Una de sus políticas más importantes es acabar con la piratería musical.
Además de su secretaría internacional, la IFPI tiene oficinas regionales en Bruselas, Hong Kong, Miami, Atenas y Moscú.

## Historia
La IFPI fue fundada por las principales discográficas de Alemania, Francia, Italia y Reino Unido durante un congreso de la industria discográfica en Roma, el 14 de noviembre de 1933, invitados por la Confederazione Generale Fascista dell'Industria Italiana. y registró su primera oficina en Zúrich, Suiza Uno de sus principales objetivos fue promover los derechos conexos para que los creadores debieran compartir la propiedad intelectual de sus obras con los productores.

## Incidentes con The Pirate Bay
En octubre de 2007 ifpi.com, uno de los dominios de la IFPI caducó. El dominio fue transferido a The Pirate Bay por un donante anónimo. Los administradores de The Pirate Bay montaron una web en ifpi.com titulada "International Federation of Pirates Interests", un retroacrónimo para IFPI. La propiedad del dominio fue devuelta a la IFPI a finales de noviembre, cuando el consejo de mediación de la OMPI decidió que The Pirate Bay estaba utilizando una marca registrada de la IFPI de mala fe.
En un incidente posterior, el 18 de febrero de 2009, ifpi.se, el dominio de la división sueca de la IFPI fue hackeado por simpatizantes de The Pirate Bay. Esto ocurrió el tercer día del juicio a los fundadores de The Pirate Bay en Suecia. El sitio fue sustituido por un mensaje dirigido al fiscal Håkan Roswall y a la acusación ("Warner Brothers etc"). Estaba firmado como "The New Generation". Peter Sunde, portavoz de The Pirate Bay pidió a través de Twitter que cesasen los ataques.
El 19 de abril de 2009, tras la sentencia en contra de The Pirate Bay, los dominios ifpi.org e ifpi.se fueron sujetos de un ataque DDoS.

## Incidente con OiNK.cd
El 23 de octubre de 2007, OiNK.cd, una web de descargas por BitTorrent fue cerrada. La web mostraba un mensaje sobre una investigación llevada a cabo por la IFPI, BPI, la policía de Cleveland, y el FIOD ECD sobre "sospechas de distribución ilegal de música".
La IFPI publicó una nota de prensa afirmando que la web una "la principal fuente de música pre-release ilegal del mundo"; que su administrador consiguió grandes sumas de dinero mediante donaciones y que los usuarios debían aportar material para mantener sus cuentas. Sin embargo, ninguna de estas afirmaciones ha sido probada.